# Heissam Kelani
Heissam Kelani (arabisch هيثم كيلاني, DMG Haiṯam Kailānī; * 6. August 1926 in Damaskus) ist ein ehemaliger syrischer Diplomat.

## Leben
Heissam Kelani schloss 1945 die Militärakademie in Homs ab. Er ging nach Paris und erhielt an der dortigen Luftwaffenmilitärschule eine weiterführende Ausbildung. 1946 kehrte er zu den Streitkräften ins gerade unabhängig gewordene Syrien zurück. Er diente unter Staatschef Husni az-Za'im als militärischer Assistent. Kelani beteiligte sich in der unruhigen politischen Situation des Landes nicht an Umsturzversuchen und machte Karriere beim Militär. 1957 wurde er zum Oberbefehlshaber der Luftwaffe ernannt. Während der Union mit Ägypten, die er unterstützte, diente er als stellvertretender Luftwaffenchef in Kairo. Nach seiner Rückkehr aus Ägypten wurde er Generalsekretär im Informationsministerium.
Ab 1962 war er Botschafter seines Landes, zuerst bis 1963 in Algier, dann von 1966 bis 1967 in Rabat. Von 1967 bis 1969 war er Generalsekretär des Außenministeriums. Von 14. August 1969 bis 25. Juli 1970 vertrat er die Regierung von Nureddin Mustafa al-Atassi in Berlin, Hauptstadt der DDR. Von 1972 bis 1975 vertrat er die Regierung Hafiz al-Assads beim UN-Hauptquartier.
Heissam Kelani ist der Sohn von Saba Azem und Amine Kelani. 1951 heiratete Heissam Kelani Daad Tayeh, sie haben eine Tochter und einen Sohn.

## Veröffentlichungen
- Grundlagen und Entwicklungstendenzen des militärischen Aspekts im Kampf um die arabische Einheit, 1973[2]